# Lijst van culturele erfgoederen in de Tibetaanse Autonome Regio
Dit is een lijst van culturele erfgoederen in de Tibetaanse Autonome Regio die voorkomen op de lijst van officiële erfgoederen in de Volksrepubliek China (Quanguo zhongdian wenwu baohu danwei).
| Betekenis                                                                                                | Besluit       | Locatie                                          | Tijdperk                                             | Foto |
| --- | ------------- | ------------------------------------------------ | ---------------------------------------------------- | ---- |
| "Ruïne van het fort voor de tegenstand tegen de Britse agressors op de berg Zongshan" (fort van Gyantse) | 1961 (1-5)    | Gyantse (Shigatse) 28° 55′ 4″ NB, 89° 35′ 57″ OL | Verwoest in 1904                                     |      |
| Jokhang-klooster                                                                                         | 1961 (1-81)   | Lhasa 29° 39′ 11″ NB, 91° 7′ 53″ OL              | Eerste bouw medio 7e eeuw                            |      |
| Thradrug-klooster                                                                                        | 1961 (1-82)   | Nedong (Lhokha) 29° 11′ 38″ NB, 91° 46′ 19″ OL   | Eerste bouw in de 7e eeuw                            |      |
| Sakya-klooster                                                                                           | 1961 (1-95)   | Sakya (Shigatse) 28° 54′ 18″ NB, 88° 1′ 5″ OL    | Eerste bouw in 1073                                  |      |
| Potala-paleis                                                                                            | 1961 (1-107)  | Lhasa 29° 39′ 35″ NB, 91° 7′ 1″ OL               | Eerste bouw in 7e eeuw, uitbreiding in 1645          |      |
| Ganden-klooster                                                                                          | 1961 (1-108)  | Tagtse (Lhasa) 29° 45′ 29″ NB, 91° 28′ 30″ OL    | Eerste bouw in 1409                                  |      |
| Tashilhunpo-klooster                                                                                     | 1961 (1-109)  | Shigatse 29° 16′ 3″ NB, 88° 52′ 52″ OL           | Eerste bouw in 1447                                  |      |
| Ruïne van het koninkrijk Guge                                                                            | 1961 (1-161)  | Tsada (Ngari) 31° 28′ 55″ NB, 79° 48′ 1″ OL      | 11e eeuw                                             |      |
| Graven in de Tibetaanse koningenvallei                                                                   | 1961 (1-174)  | Chonggye (Lhokha) 29° 0′ 36″ NB, 91° 40′ 48″ OL  | Van de 7e tot de 9e eeuw                             |      |
| Drepung-klooster                                                                                         | 1982 (2-27)   | Lhasa 29° 40′ 33″ NB, 91° 2′ 48″ OL              | Eerste bouw in 1416                                  |      |
| Sera-klooster                                                                                            | 1982 (2-28)   | Lhasa 29° 41′ 53″ NB, 91° 08′ 0″ OL              | Eerste bouw in 1419                                  |      |
| Norbulingka-paleis                                                                                       | 1988 (3-96)   | Lhasa 29° 39′ 14″ NB, 91° 5′ 30″ OL              | Eerste bouw in 1755                                  |      |
| Shalu-klooster                                                                                           | 1988 (3-118)  | Shigatse 29° 7′ 40″ NB, 88° 59′ 33″ OL           | Eerste bouw in 1087                                  |      |
| Opgravingen in Karuo                                                                                     | 1996 (4-19)   | Chamdo                                           | 5e millennium v.Chr. (late fase van het neolithicum) |      |
| Samye-klooster                                                                                           | 1996 (4-90)   | Dranang (Lhokha) 29° 19′ 35″ NB, 91° 30′ 9″ OL   | Eerste bouw in 762                                   |      |
| Toling-klooster                                                                                          | 1996 (4-110)  | Tsada (Ngari) 31° 29′ 1″ NB, 79° 47′ 53″ OL      | Eerste bouw in 996                                   |      |
| Drathang-klooster                                                                                        | 1996 (4-111)  | Dranang (Lhokha)                                 | Eerste bouw in 1081                                  |      |
| Palcho-klooster                                                                                          | 1996 (4-160)  | Gyantse (Shigatse)                               | Eerste bouw in 1427                                  |      |
| Lhagyili-paleis                                                                                          | 2001 (5-109)  | Chusum (Lhokha)                                  | Van de 13e tot de 18e eeuw                           |      |
| Lieshan-kerkhoven                                                                                        | 2001 (5-181)  | Nang (Nyingtri)                                  | Van de 7e tot de 9e eeuw                             |      |
| Gyidui-gravengroepen                                                                                     | 2001 (5-182)  | Lhodrag (Lhokha)                                 | Van de 7e tot de 9e eeuw                             |      |
| Nanseling-landgoed                                                                                       | 2001 (5-407)  | Lhokha                                           | Ca. 14e tot de 17e eeuw                              |      |
| Gyirong-klooster                                                                                         | 2001 (5-408)  | Gyirong (Shigatse)                               | 10e eeuw                                             |      |
| Drölma Lhakhang-klooster                                                                                 | 2001 (5-408') | Gyirong (Shigatse)                               | 1274                                                 |      |
| Steeninscripties van gezanten van de Tang-dynastie naar India                                            | 2001 (5-408") | Gyirong (Shigatse)                               | 658                                                  |      |
| Serkagotog-klooster                                                                                      | 2001 (5-409)  | Lhodrag (Lhokha)                                 | Eerste bouw in 1080                                  |      |
| Khorzhag-klooster                                                                                        | 2001 (5-410)  | Burang (Ngari) 30° 11′ 44″ NB, 81° 16′ 5″ OL     | Eerste bouw in 996                                   |      |
| Ramoche-tempel                                                                                           | 2001 (5-411)  | Lhasa 29° 39′ 31″ NB, 91° 7′ 50″ OL              | Eerste bouw in 641                                   |      |
| Keru Lhakhang-klooster                                                                                   | 2001 (5-412)  | Nedong (Lhokha)                                  | Eerste bouw in de 8e eeuw                            |      |
| Chamoshin-gravengroepen                                                                                  | 2006 (6-283)  | Lhatse (Shigatse)                                | 1e millennium                                        |      |
| Sumkar-stoepa                                                                                            | 2006 (6-762)  | Dranang (Lhokha)                                 | 1e millennium                                        |      |
| Nyethang Dölma Lhakhang-klooster                                                                         | 2006 (6-763)  | Chushur (Lhasa)                                  | Ca. 9e tot 11e eeuw                                  |      |
| Chagyima-hal op het terrein van het Riwoche-klooster                                                     | 2006 (6-764)  | Chamdo 31° 22′ 17″ NB, 96° 30′ 10″ OL            | Eerste bouw in 1326                                  |      |
| Mindroling-klooster                                                                                      | 2006 (6-765)  | Dranang (Lhokha) 29° 39′ 11″ NB, 91° 07′ 53″ OL  | Eerste bouw in 1676, herbouw na verwoesting in 1718  |      |
| Tagten Phüntshog Ling-klooster                                                                           | 2006 (6-766)  | Lhatse (Shigatse) 29° 17′ 2″ NB, 87° 45′ 22″ OL  | 13e eeuw                                             |      |
| Bamna-klooster                                                                                           | 2006 (6-767)  | Sog (Nagchu)                                     | 14e tot de 17e eeuw                                  |      |
| Kamsum Sangkaling-klooster                                                                               | 2006 (6-768)  | Dranang (Lhokha)                                 | 17e tot 19e eeuw                                     |      |